# Filchner Rocks
Filchner Rocks är klippor i Sydgeorgien och Sydsandwichöarna (Storbritannien). De ligger i den nordvästra delen av Sydgeorgien och Sydsandwichöarna.
Terrängen runt Filchner Rocks är lite kuperad.  Det finns inga samhällen i närheten. 